# Parafia św. Anny w Babicach
Parafia Świętej Anny w Babicach – parafia rzymskokatolicka, znajdująca się w diecezji gliwickiej, w dekanacie Kuźnia Raciborska.
Kościół parafialny został konsekrowany w 1939 roku przez biskupa Walentego Wojciecha.

## Grupy parafialne
Na terenie parafii działa kilka grup parafialnych:
- Ruch Światło-Życie, zwany Oazą,
- Róże Różańcowe,
- Katecheza dla dorosłych,
- Służba Liturgiczna (Ministranci).